# كارولين بستر شيرميرهورن أستور
كارولين ويبستر «لينا» شيرميرهورن (بالإنجليزية: Caroline Webster Schermerhorn Astor)‏ (21 سبتمبر 1830 - 30 أكتوبر 1908) كانت ناشطة اجتماعية أمريكية برزت في الربع الأخير من القرن التاسع عشر الميلادي.